# Саподила
Саподила (лат. Manilkara zapota) је зимзелена биљка из породице Sapotaceae.

## Распрострањеност
Први пут је примећена током шпанске колонизације Филипина. Њено природно станиште су Мексико, Централна Америка и Кариби.

## Опис
Саподила може нарасти до више од 30 м висине са просечним пречником дебла од 1,5 м. Просечна висина је обично између 9 и 15 метара. Плод има изузетно сладак укус. Дрвеће може да преживи само у топлим, типично тропским срединама, лако умире ако температура падне испод нуле.